# Соґа но Ірука
Соґа но Ірука (яп. 蘇我入鹿, そがのいるか; ? — 10 липня 645) — японський державний діяч 1-ї половини 7 століття періоду Асука, часів правління Імператора Дзьомея та Імператора Коґьоку.

## Короткі відомості
Соґа но Ірука був представником аристократичного роду Соґа. Його батько Соґа но Емісі був фактичним диктатором Японії.
У листопаді 643 року, в обхід волі Імператора Японії, Ірука отримав з рук батька найвищий чиновницький ранг і титул великого міністра О-омі. Ця подія викликала мовчазне обурення придворної аристократії та самого Імператора.
В грудні наступного 644 року Ірука знищив разом із сім'єю принца Ямасіро но Ое, впливового претендента на Престол і сина покійного принца Шьотоку, а через рік разом з батьком звів неподалік міста Асука на пагорбі Умакасі палац, який називався так само як і Імператорський палац — мікадо. Згідно з «Анналами Японії» це була добре укріплена резиденція роду Соґа з постійним гарнізоном у 50 вишколених вояків.
Діяльність Іруки спричинила чутки, що Соґа планують скинути правлячу династію і узурпувати трон. Виникла потужна антисоґівська опозиція на чолі з принцом Нака но Ое, яка планувала ліквідувати диктатуру. 10 липня 645 року, під час бенткету в Імператорському палаці для корейських послів, принц разом із помічником Саекі но Комаро зарізали Іруку. Дізнавшись про смерть сина батько Емісі вчинив самогубство. Головна лінія Соґа перервалася, а Японія вступила в епоху Реформ Тайка.